# バルトロメオ・コレオーニ (軽巡洋艦)
バルトロメオ・コレオーニ (イタリア語: Bartolomeo Colleoni) は、イタリア王立海軍 (Regia Marina) が海軍休日時代に建造した軽巡洋艦。
アルベルト・ディ・ジュッサーノ級 (Classe Alberto di Giussano) 。
1939年（昭和14年）4月、親善航海の最中に日本を訪れた。
姉妹艦ジョヴァンニ・デレ・バンデ・ネーレ (Giovanni delle Bande Nere) と共に行動中の1940年（昭和15年）7月19日、スパダ岬沖海戦でイギリス連邦の軽巡1隻および駆逐艦5隻と交戦、撃沈された。

## 艦名の由来
コンドッティエーレのバルトロメーオ・コッレオーニから命名。

## 艦歴
ジェノバのアンサルド社で建造。1928年（昭和3年）6月21日、起工。1930年（昭和5年）12月21日、進水。1932年（昭和7年）2月10日、竣工。
イタリア王国は中国大陸の天津市に租界を保有していた。
1938年（昭和13年）11月に上海へと向かい、イタリア軽巡ライモンド・モンテクッコリ (Raimondo Montecuccoli) に代わってイタリア東洋艦隊の旗艦を務めた。「バルトロメオ・コレオーニ」艦長カタラーノ (Gaetano Catalano Gonzaga) 大佐が、極東派遣イタリア海軍司令官の職務も務める。
1939年（昭和14年）には親善航海を行い、青島、芝罘、秦皇島、大連、神戸、横浜、長崎を訪問している。
当時の日本では3月23日に日伊文化協定が締結されるなど、日伊交流が盛り上がっていた。本艦は4月4日に神戸着、8日まで滞在した。
4月9日、“海の防共使節”として、横浜港に到着する。
翌10日
、「バルトロメオ・コレオーニ」の艦長と副長はアウリーチ駐日イタリア大使同伴のもと、昭和天皇に拝謁した。
4月11日、士官や乗組員が新宿御苑に招かれた。13日、艦長に日本の勲章（勲三等旭日中綬章）が授与される。14日、東京のイタリア会館において、艦長以下乗組員一同、イタリア側や日本側関係者多数が出席して園遊会が開かれている。
4月16日、横浜を後にして長崎に移動し、18日から20日まで滞在した。
同年9月に第二次世界大戦が勃発、「バルトロメオ・コレオーニ」は機雷敷設艦レパント (Lepanto) などを極東アジアに残し、ヨーロッパにむかう。同年10月28日、イタリア本国に到着した。バルトロメオ・コレオーニは姉妹艦ジョヴァンニ・デレ・バンデ・ネーレ (Giovanni delle Bande Nere) とともに第2艦隊の第2戦隊 (II Divisione Incrociatori) を編成した。
1940年（昭和15年）6月10日、イタリア王国が枢軸国として第二次世界大戦に参戦し、地中海の戦いが始まる。開戦時の第2戦隊司令官は、フェルディナンド・カサルディ上級少将であった。開戦と共に、「バルトロメオ・コレオーニ」はシチリア海峡への機雷敷設を行う。
イタリア王国参戦と共にフランス海軍はヴァード作戦を発動し、海軍艦艇がイタリア本土の要港に対する艦砲射撃を実施した。トゥーロンを出撃したフランス艦隊は、15日にジェノヴァとサヴォーナを砲撃する。
その頃、イギリス地中海艦隊の根拠地アレクサンドリアを間借りしていたフランス艦隊のうち、重巡洋艦トゥールヴィル (Tourville) とデュケーヌ (Duquesne) が同地を出撃してエーゲ海の強行偵察をおこなった。イタリア海軍はナポリから軽巡洋艦2隻（ライモンド・モンテクッコリ、バルトロメオ・コレオーニ）を出撃させ、フランス艦隊の退路を断とうとしたという。だが両者とも遭遇せず、海戦にならなかった。
6月下旬、フランスは枢軸国に事実上降伏してヴィシー政権が発足したが、イギリスとの戦争は続いた。
7月6日から第2戦隊（バルトロメオ・コレオーニ、ジョヴァンニ・デレ・バンデ・ネーレ）は駆逐艦や水雷艇とともにナポリとカターニアから北アフリカのベンガジへ向かう船団を護衛した。この船団は人員2,200名、戦車72両、車両237両や16,000トン以上の燃料および補給物資を運ぶもので、7月8日にベンガジに到着した。翌9日にはイタリア主力艦隊とイギリス海軍 (Royal Navy) 地中海艦隊 (Mediterranean Fleet) が遭遇し、カラブリア沖海戦（イタリア側呼称プンタ・スティーロ海戦）が発生している。

### スパダ岬沖海戦
イギリスの小型タンカーの船団がルーマニアからギリシャ水域へと向かっているとの情報に基づき、カサルディ提督が率いる第2戦隊にその攻撃が命じられた。7月17日、第2戦隊はトリポリから出撃した。7月19日、第2戦隊はクレタ島西のアンティキティラ海峡からエーゲ海へ入った。そこでイギリス海軍の第2駆逐艦戦隊 (2nd Destroyer Flotilla) に所属する駆逐艦4隻（アイレクス、ヒーロー、ヘイスティ、ハイペリオン ）と遭遇、戦闘となる（スパダ岬沖海戦）。
イギリス駆逐艦群は友軍のいる北東へ逃走し、それを追跡するイタリア軽巡2隻との間で砲火が交わされた。
だが、戦闘海域にオーストラリア海軍の軽巡「シドニー」とイギリス駆逐艦「ハヴォック」が現れると、情況が一変する。イタリア側はハボックも巡洋艦と誤認し、戦力的に不利になったと判断して戦闘を切り上げようとした。イタリア軽巡洋艦2隻は南西へと向かい、今度はイギリス艦隊がイタリア軽巡を追撃した。
砲撃戦の最中、シドニーの発射した6インチ砲弾2発が「バルトロメオ・コレオーニ」に命中し、速力が低下する。旗艦バンデネーレ（カサルディ提督）は窮地に陥った姉妹艦を掩護することなく逃走したので、「バルトロメオ・コレオーニ」はイギリス駆逐艦に包囲されて集中砲火を浴びた。その後、英駆逐艦（アイレクス、ハイペリオン）が発射した魚雷のうち計2本が命中し、「バルトロメオ・コレオーニ」はスパダ岬沖で転覆、沈没した。生存者はイギリス側各艦により救助された。救助された人数は525名とするもの と、545名とするもの がある。
その内、Umberto Novaro艦長など51名は負傷しており、その後Novaro艦長は死亡している。他にギリシャの貨物船に7名が救助されているが、121名が死亡した。